# Barrier Valley n.º 397
Barrier Valley n.º 397 es un municipio rural canadiense situado en la provincia de Saskatchewan.

## Superficie
Barrier Valley n.º 397 tiene una superficie de 817,93 km².

## Demografía
En 2021, tenía 485 habitantes, una densidad poblacional de 0,6 hab./km², y 375 viviendas.